# KBS 뉴스 12
《KBS 뉴스 12》(KBS NEWS 12)는 KBS 1TV에서 매주 평일 오후 12시에 방송 중인 낮 종합 뉴스 프로그램이다.

## 프로그램 소개
KBS의 대표적인 낮 종합 뉴스 프로그램
12시 뉴스는 전날 밤 9시 뉴스 이후 오늘 오전까지 발생한 뉴스를 종합하는 KBS의 대표적인 낮 종합 뉴스 프로그램입니다.
12시 뉴스는 우리 나라의 정치, 경제, 사회, 문화, 스포츠 분야는 물론 KBS가 최초로 진행하는 장애인 앵커의 생활 뉴스와 지구촌 화제를 전하는 핫 클릭, 월드 뉴스, 증권 시황 등 다양한 코너를 포함해 1시간 동안 진행됩니다.

## 개요
KBS 12시 뉴스로 읽는다.

## 방송 시간
- 현재 방송 시간은 2005년 12월 1일부터 기준으로 한다.
- 명절, 공휴일에는 10분 동안 KBS 뉴스로 방송·편성된다.[1]
- 긴급·특집 뉴스가 방송되면 KBS 뉴스특보·특집 KBS 뉴스 12로 방송·편성된다.

| 방송 채널 | 방송 기간                           | 방송 시간                                 | 방송 분량 |
| --------- | ----------------------------------- | ----------------------------------------- | --------- |
| KBS 1TV   | 1996년 3월 4일 ~ 1997년 12월 31일   | 매주 평일 오전 11시 40분 ~ 오후 12시      | 20분      |
| KBS 1TV   | 2002년 10월 28일 ~ 2004년 10월 29일 | 매주 평일 오전 11시 50분 ~ 오후 12시 10분 | 20분      |
| KBS 1TV   | 2001년 11월 5일 ~ 2002년 3월 29일   | 매주 평일 오전 11시 50분 ~ 오후 12시 15분 | 25분      |
| KBS 1TV   | 2004년 11월 1일 ~ 2005년 4월 29일   | 매주 평일 오전 11시 50분 ~ 오후 12시 15분 | 25분      |
| KBS 1TV   | 2005년 7월 4일 ~ 2005년 11월 30일   | 매주 평일 오전 11시 55분 ~ 오후 12시 20분 | 25분      |
| KBS 1TV   | 2002년 4월 1일 ~ 2002년 10월 25일   | 매주 평일 오전 11시 50분 ~ 오후 12시 20분 | 30분      |
| KBS 1TV   | 2005년 5월 2일 ~ 2005년 7월 1일     | 매주 평일 오전 11시 50분 ~ 오후 12시 20분 | 30분      |
| KBS 1TV   | 2005년 12월 1일 ~ 현재              | 매주 평일 오후 12시 ~ 오후 1시            | 1시간     |

## 앵커
- 현재 앵커 중 메인은 2024년 5월 20일부터 기준으로 하고 서브는 2025년 5월 7일부터 기준으로 한다.

### 메인
| 대수 | 진행자    | 진행자 | 진행 기간                           | 비고                        |
| 대수 | 남성      | 여성   | 진행 기간                           | 비고                        |
| ---- | --------- | ------ | ----------------------------------- | --------------------------- |
| 1대  | 서기철    | 최영미 | 1996년 3월 4일 ~ 1996년 10월 11일   | [ 2 ]                       |
| 2대  | 서기철    | 이규원 | 1996년 10월 14일 ~ 1997년 2월 28일  | [ 3 ]                       |
| 3대  | 표영준    | 황정민 | 1997년 3월 3일 ~ 1998년 12월 31일   | [ 4 ] [ 5 ]                 |
| 4대  | 유지철    | 홍소연 | 2001년 11월 5일 ~ 2002년 3월 29일   |                             |
| 5대  | 이규봉    | 변우영 | 2002년 4월 1일 ~ 2002년 10월 25일   |                             |
| 6대  | 한상권    | 변우영 | 2002년 10월 28일 ~ 2004년 4월 30일  |                             |
| 7대  | 故 이성민 | 박주아 | 2004년 5월 3일 ~ 2004년 10월 29일   |                             |
| 8대  | 故 이성민 | 최윤경 | 2004년 11월 1일 ~ 2005년 4월 29일   |                             |
| 9대  | 故 이성민 | 박현선 | 2005년 5월 2일 ~ 2005년 11월 30일   |                             |
| 10대 | 김준석    | 박사임 | 2005년 12월 1일 ~ 2007년 4월 27일   |                             |
| 11대 | 김준석    | 박현선 | 2007년 4월 30일 ~ 2008년 11월 14일  | [ 9 ] [ 10 ]                |
| 12대 | 김준석    | 김진희 | 2008년 11월 17일 ~ 2009년 4월 17일  |                             |
| 13대 | 임장원    | 김진희 | 2009년 4월 20일 ~ 2010년 3월 12일   | [ 12 ]                      |
| 14대 | 김만석    | 김진희 | 2010년 3월 15일 ~ 2010년 12월 17일  | [ 13 ]                      |
| 15대 | 김만석    | 김솔희 | 2010년 12월 20일 ~ 2011년 10월 21일 | [ 15 ]                      |
| 16대 | 김철민    | 김솔희 | 2011년 10월 24일 ~ 2012년 5월 11일  |                             |
| 17대 | 한상덕    | 김솔희 | 2012년 5월 14일 ~ 2012년 10월 26일  | [ 16 ] [ 17 ]               |
| 18대 | 이승기    | 김솔희 | 2012년 11월 19일 ~ 2014년 2월 28일  |                             |
| 19대 | 이승기    | 유지원 | 2014년 3월 3일 ~ 2014년 4월 4일     |                             |
| 20대 | 김은성    | 유지원 | 2014년 4월 7일 ~ 2014년 12월 31일   |                             |
| 21대 | 김은성    | 이윤희 | 2015년 1월 1일 ~ 2015년 11월 27일   |                             |
| 22대 | 김은성    | 박예원 | 2015년 11월 30일 ~ 2016년 4월 22일  |                             |
| 23대 | 이재홍    | 박예원 | 2016년 4월 25일 ~ 2016년 12월 16일  |                             |
| 24대 | 이재홍    | 심연희 | 2016년 12월 19일 ~ 2018년 4월 20일  | [ 21 ] [ 22 ] [ 23 ] [ 24 ] |
| 25대 | 범기영    | 이수정 | 2018년 4월 23일 ~ 2019년 11월 22일  |                             |
| 26대 | 김태욱    | 이승현 | 2019년 11월 25일 ~ 2020년 11월 8일  |                             |
| 27대 | 정윤섭    | 이승현 | 2020년 11월 9일 ~ 2023년 4월 28일   | [ 27 ] [ 28 ]               |
| 28대 | 임재성    | 이승현 | 2023년 5월 1일 ~ 2023년 11월 13일   |                             |
| 29대 | 이광엽    | 이윤희 | 2023년 11월 14일 ~ 2024년 5월 17일  | [ 30 ] [ 31 ]               |
| 30대 | 류호성    | 장수연 | 2024년 5월 20일 ~ 현재              | [ 32 ] [ 33 ]               |

### 서브
| 대수 | 진행자          | 진행 기간                         | 비고   |
| ---- | --------------- | --------------------------------- | ------ |
| 1대  | 이창훈 아나운서 | 2011년 11월 7일 ~ 2013년 4월 5일  |        |
| 2대  | 홍서윤 아나운서 | 2013년 4월 8일 ~ 2015년 3월 6일   |        |
| 3대  | 임세은 아나운서 | 2015년 3월 9일 ~ 2017년 3월 3일   |        |
| 4대  | 이석현 아나운서 | 2017년 3월 6일 ~ 2019년 3월 8일   | [ 34 ] |
| 5대  | 임현우 아나운서 | 2019년 3월 11일 ~ 2021년 3월 10일 |        |
| 6대  | 최국화 아나운서 | 2021년 3월 29일 ~ 2023년 3월 15일 |        |
| 7대  | 허우령 아나운서 | 2023년 4월 3일 ~ 2025년 3월 14일  |        |
| 8대  | 노희지 아나운서 | 2025년 5월 7일 ~ 현재             |        |

## 기상 캐스터
- 박소연 KBS 기상 캐스터

## 코너

### 방영 코너
| 코너명            | 진행자                       |
| ----------------- | ---------------------------- |
| 헤드라인 뉴스     | 류호성 기자, 장수연 아나운서 |
| 기후는 말한다     | 장수연 아나운서              |
| 이 시각 주요 뉴스 | 장수연 아나운서              |
| 뉴스 in 뉴스      | KBS 취재 기자                |
| KBS 월드뉴스      |                              |
| 생활뉴스          | 노희지 아나운서              |
| 이 시각 증시      | 김성은 KB증권 연구원         |
| 날씨              | 박소연 기상 캐스터           |
| 클로징            | 류호성 기자, 장수연 아나운서 |

### 헤드라인 뉴스
주요 뉴스 코너. 《KBS 정오 뉴스》 시절인 2002년 4월 8일부터 신설됐으며 당시에는 뉴스 시작 직후에만 나왔으며 자막만을 표시하는 형식이었으나 2005년 12월 1일부터 현재의 《KBS 뉴스 12》로 확대 개편되면서 뉴스 시작 직후 친절한 뉴스와 기자 눈 직전에 총 2번 나오고 뉴스 시작 직후에는 헤드라인으로 자료 화면까지 보여주는 형식으로 친절한 뉴스와 기자 눈 직전에는 오늘의 주요 뉴스로 자막만을 표시하는 형식으로 변경됐고 2020년 2월 3일부터 뉴스 시작 직후에는 남성 앵커가 전해주는 형식으로 변경되고 친절한 뉴스, 기자 눈 직전에는 이 시각 주요 뉴스로 여성 앵커가 전해주는 형식으로 변경됐다.

### 기후는 말한다
기후 환경 뉴스 코너.

### 뉴스 in 뉴스
심층 토크 코너. 2020년 6월 29일부터 신설되었으며 당시 명칭은 기자 눈이었고 요일별 토크 코너로서 월요일부터 화요일에만 방송했으나 2022년 5월 2일부터 평일로 확대되면서 월요일에서 금요일에는 KBS 스튜디오에 취재 기자와 함께 그 날의 이슈를 심층 분석하는 심층 토크 코너로 개편됐으며 2022년 10월 4일부터 현재의 뉴스 in 뉴스로 변경됐다.

### 생활뉴스
생활뉴스 코너. 노희지 아나운서가 진행한다.

### 이 시각 증시
증권 시황 코너. 김성은 KB증권 연구원이 진행하며 《KBS 뉴스 930》, 《KBS 뉴스 5》에서도 공통으로 방송된다.

### 날씨
기상 정보 코너. 신설 당시에는 뉴스 끝나기 직전에만 나왔으나 2005년 12월 1일부터 《클릭 날씨@생활》과 통합으로 현재의 《KBS 뉴스 12》로 확대 개편되면서 뉴스 중반과 뉴스 끝나기 직전에 총 2번 나오고 뉴스 중반에는 일반 일기 예보 형식으로 변경되고 뉴스 끝나기 직전에는 《클릭 날씨@생활》로 날씨와 생활 정보 형식으로 변경됐으며 2005년 12월 5일부터 뉴스 끝나기 직전에는 《뉴스 12 날씨@생활》로 변경됐으며 2007년 4월 30일부터 뉴스 중반과 뉴스 끝나기 직전 모두 일반 일기 예보 형식으로 변경됐다.

### 종영 코너
| 코너명        | 진행자          |
| ------------- | --------------- |
| 글로벌 브리핑 | 이승현 아나운서 |
| 친절한 뉴스 K | 김세희 기자     |

### 글로벌 브리핑
국제 뉴스 코너. 이승현 아나운서가 진행했다.

### 친절한 뉴스 K
심층 뉴스 코너. 김세희 기자가 진행했으며 이슈가 되는 소식을 집중적으로 전했다. 2014년 11월 3일부터 신설됐으며 당시에는 《KBS 아침뉴스타임》 코너 뉴스 읽어주는 남자였고 2015년 4월 6일부터 결정적 3방으로 변경됐으며 2016년 4월 25일부터 친절한 뉴스로 변경됐으며 같은 날 《KBS 뉴스 12》에서도 재방송됐다가 2020년 6월 29일부터 친절한 뉴스 K로 변경돼 《KBS 뉴스 12》 정식 코너로 이동됐다. 2022년 4월 29일까지는 《KBS 뉴스 2》에서도 가끔씩 재방송됐으며 2023년까지는 《KBS 뉴스 5》에서도 재방송됐다.

## 타이틀 변천사
- 현재 타이틀은 2005년 12월 1일부터 기준으로 한다.

| 기수 | 프로그램 타이틀 | 방송 기간                          |
| ---- | --------------- | ---------------------------------- |
| 1기  | KBS 낮 뉴스     | 1996년 3월 4일 ~ 1998년 6월 12일   |
| 2기  | KBS 뉴스        | 1998년 6월 15일 ~ 2001년 11월 2일  |
| 3기  | KBS 정오뉴스    | 2001년 11월 5일 ~ 2005년 11월 30일 |
| 4기  | KBS 뉴스 12     | 2005년 12월 1일 ~ 현재             |

## 편성 변경
- 2018년 2월 12일 : KBS의 공영방송 총파업과 2018 평창 동계 패럴림픽 중계 방송으로 인하여 방송 분량이 40분으로 축소되었다.
- 2018년 2월 13일 : KBS의 공영방송 총파업과 2018 평창 동계 패럴림픽 중계 방송으로 인하여 방송 분량이 30분으로 편성 변경되어 단축으로 축소되었다.
- 2018년 2월 14일 : KBS의 공영방송 총파업과 2018 평창 동계 패럴림픽 중계 방송으로 인하여 방송 분량이 어제 2월 12일의 40분으로 편성 변경되어 단축으로 축소되었다.
- 2021년 1월 1일 : 신년 편성 관계로 낮 12시 ~ 낮 12시 40분의 40분 축소의 단축으로 방송 시간 변경
- 2021년 2월 11일 : 설날 편성 관계로 낮 12시 ~ 낮 12시 30분의 30분 축소의 단축으로 방송 시간 변경
- 2021년 2월 12일 : 설날 편성 관계로 낮 12시 ~ 낮 12시 25분의 25분 축소의 단축으로 방송 시간 변경
- 2021년 3월 1일 : 설날 편성 관계로 낮 12시 ~ 낮 12시 30분의 30분 축소의 단축으로 방송 시간 변경
- 2021년 5월 5일 : 어린이날 편성 관계로 낮 12시 ~ 낮 12시 30분의 30분 축소의 단축으로 방송 시간 변경
- 2021년 9월 20일 ~ 2021년 9월 21일 : 추석 편성 관계로 낮 12시 ~ 낮 12시 30분의 30분 축소의 단축으로 방송 시간 변경
- 2021년 9월 21일 ~ 2021년 9월 22일 : 추석 편성 관계로 낮 12시 ~ 낮 12시 20분의 20분 축소의 단축으로 방송 시간 변경
- 2022년 1월 31일 ~ 2022년 2월 2일 : 설날 편성 관계로 낮 12시 ~ 낮 12시 20분의 20분 축소의 단축으로 방송 시간 변경
- 2024년 10월 23일 : KBS 총파업으로 인하여 방송 분량이 30분으로 편성 변경되어 단축으로 축소되었다.

## 결방
- 2023년 10월 6일 : 《2022 항저우 아시안 게임》 중계 방송으로 인해 결방
- 2024년 12월 10일 : 《중계 방송》, 《앙코르 특선》 편성으로 인해 결방

## 같이 보기
- KBS 뉴스 (주말)

## 경쟁 프로그램
- 12 MBC 뉴스 (MBC TV)
- SBS 12 뉴스 (SBS TV)
- YTN 뉴스NOW (YTN)
- 뉴스센터 (연합뉴스TV)